# Merodot
Merodot is een bestuurslaag in het regentschap Aceh Tengah van de provincie Atjeh, Indonesië. Merodot telt 257 inwoners (volkstelling 2010).